# Olympia Centre
L'Olympia Centre è un grattacielo situato a Chicago, negli Stati Uniti.

## Descrizione
È un edificio a uso misto, occupato da uffici nella parte inferiore e da residenze nella parte superiore. Progettato da Skidmore, Owings & Merrill è alto 221 m e possiede 63 piani. L'esterno è in granito svedese, che è stato lavorato in Italia. La costruzione iniziò nel 1981 e fu completata nel 1986.
L'edificio è diviso in tre zone: una zona commerciale occupata da Neiman Marcus, spazi per uffici commerciali dal 6º al 23º piano e residenze private condominiali dal 24º al 63º piano.
La struttura ospita anche il Consolato Generale del Giappone di Chicago.